# Hasse & Tage – en kärlekshistoria
Hasse & Tage – en kärlekshistoria är en svensk dokumentärfilm som hade svensk premiär 6 september 2019. Filmen är regisserad av Jane Magnusson, som även skrivit manus. Filmen är producerad av Fredrik Heinig och Cecilia Nessen för B-Reel Films. Under slutet av 2019 och början av 2020 visades en längre tredelad version (3×59 minuter) av filmen i SVT1 och på SVT Play.

## Handling
Filmen handlar om komikerparet Hasse Alfredsson och Tage Danielsson som roade stora delar av svenska folket under många år. I filmen intervjuas många personer om deras relation till Hasse och Tage Filmen bjuder också på många arkivklipp från deras karriär. Bilder och filmer från familjernas privata samlingar ingår också.

## Medverkande
| - Daniel Alfredson – Sig själv - Ingvar Carlsson – Sig själv - Birgitta Dahl – Sig själv - Monica Dominique – Sig själv - Henrik Dorsin – Sig själv - Göran Greider – Sig själv - Jan Guillou – Sig själv | - Andres Lokko – Sig själv - Petra Mede – Sig själv - Grynet Molvig – Sig själv - Lena Olin – Sig själv - Henrik Schyffert – Sig själv - Carl-Uno Sjöblom – Sig själv |